# Catão, o Jovem
Marco Pórcio Catão Uticense (em latim: Marcus Porcius Cato Uticensis), também conhecido como Catão de Útica ou Marco Pórcio Catão, o Jovem, ou o Moço (para se distinguir do seu bisavô, Marco Pórcio Catão, o Velho), (Roma, 95 a.C. — Útica, 46 a.C.) foi um político romano célebre pela sua inflexibilidade e integridade moral. Partidário da filosofia estoica, era avesso a qualquer tipo de suborno. Opunha-se, particularmente, a Júlio César (é retratado por Salústio como a antítese deste estadista). Suicidou-se depois da vitória deste na Batalha de Tapso.

## Família
De acordo com Aulo Gélio, a família de Marco Pórcio Catão, o censor, se dividiu em dois ramos; de um lado, seu filho mais velho, Marco Pórcio Catão Liciniano, pai de Marco Pórcio Catão Neto, pai de Marco Pórcio Catão, que foi edil e pretor e morreu na Gália Narbonense; do outro lado, Marco Pórcio Catão Saloniano, filho de um segundo casamento de Marco Pórcio Catão com uma filha de Salônio, que era seu cliente, pai de Marco Pórcio Catão, tribuno da plebe, pai de Márcio Pórcio Catão Uticense.
Ele era meio-irmão de Servília Cepião. Os seus pais morreram cedo, deixando dois filhos, Marco e Pórcia Catão. Além disso, ele tinha mais dois meio-irmãos, Quinto Servílio Cepião e Servília Cepião. Eles foram criados por Marco Lívio Druso, irmão de sua mãe.

## Infância
Ele foi educado por um tutor de nome Sarpedão. Provavelmente em 91 a.C., quando ele era um menino, seu tio, Druso, recebeu em sua casa Popédio Silão, um aliado italiano de Roma, experiente na guerra, que reivindicava a cidadania romana; ele conseguiu o apoio de Cepião, mas Catão ficou calado, não cedendo nem quando foi ameaçado de ser jogado pela janela.
Quando, em uma festa de aniversário, os meninos romanos estavam brincando de julgar e prender alguns deles, um menino de boa aparência, que tinha sido preso, pediu ajuda a Catão; ele enfrentou os outros, o soltou e o levou para casa. Outra vez, quando Sula estava preparando um jogo equestre para meninos chamado Troja, ele escolheu dois líderes, um deles era filho de sua esposa Metela, o outro era um sobrinho de Pompeu chamado Sexto. Os meninos aceitaram o enteado de Sula, mas não aceitaram o outro, exigindo (e conseguindo) em seu lugar que Catão fosse o líder.
Sula era amigo de Catão e de Cepião, por causa do pai deles, e Sarpedon, o tutor de Catão, costumava levar Catão para a casa de Sula. Catão tinha 14 anos, e observou que a casa de Sula havia virado um Inferno, com pessoas sendo levadas para lá para serem torturadas; com homens eminentes sendo levados para lá. Catão perguntou então porque ninguém matava este homem, e Sarpedon respondeu que as pessoas o temiam mais do que o odiavam. Catão então pediu uma espada ao tutor, para que ele pudesse livrar seu país da escravidão. Sarpedon, ao ouvir este discurso, e ver a cara de ódio do menino, ficou tão apavorado que, a partir daí, manteve Catão sob estrita vigilância, para que ele não fizesse nada mais ousado.
Ele admirava muito seu irmão, Cepião; uma vez, quando perguntaram a Catão quem ele mais amava no mundo, ele respondeu "Meu irmão". Perguntado quem ele amava em segundo lugar, ele respondeu, de novo, "Meu irmão", e de novo, em terceiro lugar, e assim por diante, até que o questionador desistiu de perguntar. Quando Catão tinha vinte anos, ele não fazia uma refeição, uma viagem ou ia ao fórum sem Cepião. Quando Cepião foi elogiado por sua discrição e moderação, ele respondeu que tinha estas qualidades quando comparado com a maioria dos homens, mas quando comparado a Catão ele era um Sippius, um personagem que era conhecido por sua luxúria e por ser efeminado.

## Juventude

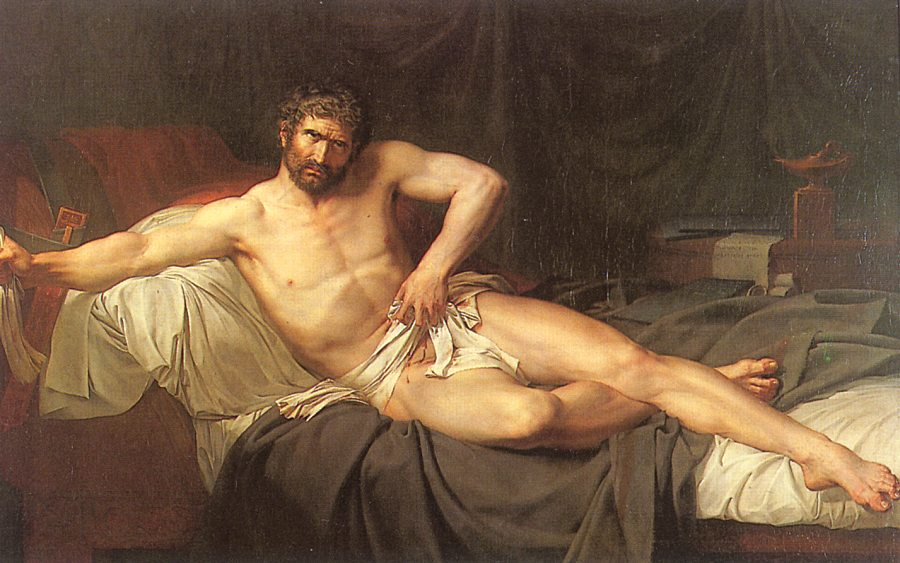
A morte de Catão Uticense
Por Guillaume Guillon-Lethière, 1795
Museu Hermitage

Depois que Catão foi feito sacerdote de Apolo, ele tomou uma casa para si, recebeu 120 talentos, a sua parte no patrimônio da família, e passou a viver de forma ainda mais simples do que antes. Ele passou a conviver com o filósofo estoico Antípatro de Tiro, e se dedicou ao estudo das doutrinas éticas e políticas.
Ele praticava o discurso que era eficiente com a multidão, mas fazia isto quando estava sozinho, de modo que um dos seus companheiros disse que as pessoas achariam defeito nele por seu silêncio, ao que ele respondeu que bastava que não culpassem a sua vida, e que ele começaria a falar quando ele não fosse dizer o que era melhor que não fosse dito.